# Lee Friedlander
Lee Friedlander   (Aberdeen, 14 de juliol de 1934)

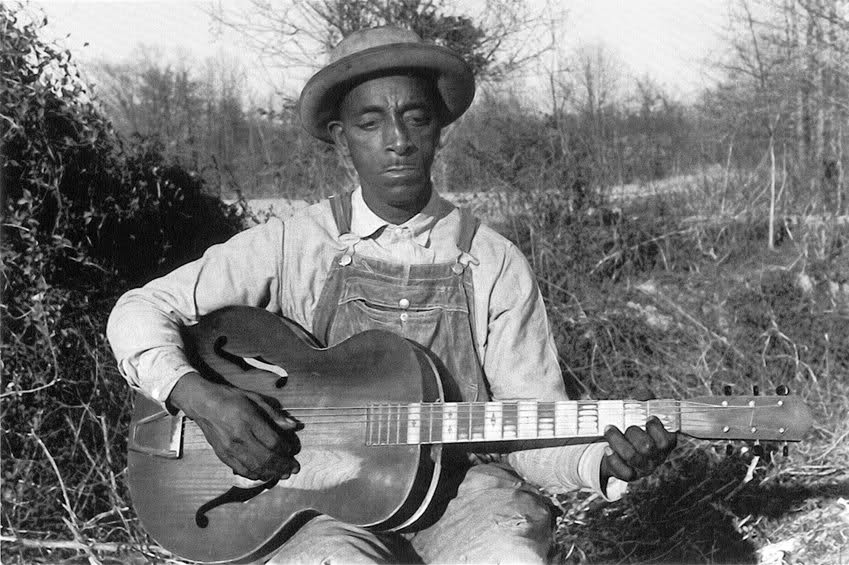
Fotografia "Mississippi Fred McDowell 1960".

és un fotògraf i artista nord-americà. Als anys seixanta i setanta, Friedlander va crear un llenguatge visual molt influenciant que sovint imitava el "paisatge social urbà". A moltes de les seves fotografies s'hi inclouen fragments de reflexos davant de botigues, estructures emmarcades per tanques, cartells i rètols de carrer.

## Biografia
Friedlander va néixer a Aberdeen, Washington, el 14 de juliol de 1934. Els seus pares són Kaari Nurmi (descendent finlandès) i Fritz Friedlander (un emigrat polonès-jueu). La seva mare Kaari va morir de càncer quan tenia set anys. Ja guanyant diners de butxaca com a fotògraf des dels 14 anys, va començar a estudiar fotografia a l'Art Center College of Design de Pasadena, Califòrnia, amb 18 anys. El 1956, es va traslladar a la ciutat de Nova York, on va fotografiar músics de jazz per a portades de discos. Els seus primers treballs van ser influenciats per Eugène Atget, Robert Frank i Walker Evans. El 1960, a Friedlander se li va concedir una beca Guggenheim per centrar-se en el seu art, i va rebre beques posteriors el 1962 i el 1977. Algunes de les seves fotografies més famoses, com els nudes en blanc i negre de Madonna de finals dels anys 70, van aparèixer al Playboy de setembre de 1985. Una estudiant en aquell moment, li van pagar 25 dòlars pel seu conjunt de 1979. El 2009, una de les imatges va obtenir 37.500 dòlars en una subhasta de Christie's Art House.
Funcionant principalment amb càmeres portàtils Leica de 35 mm i pel·lícula en blanc i negre, l'estil de Friedlander es va centrar en el "paisatge social". Les seves fotografies utilitzaven imatges separades de la vida urbana, reflexos davant de la botiga, estructures emmarcades per tanques i pòsters i rètols que es combinaven per capturar l'aspecte de la vida moderna.
El 1963, Nathan Lyons, sotsdirector i comissari de fotografia del Museu Internacional de Fotografia de la Casa de George Eastman va muntar la primera exposició en solitari de Friedlander. A continuació, Friedlander va ser una figura clau de l'exposició de 1967 Nous documents del comissari John Szarkowski, al Museu d'Art Modern de Nova York juntament amb Garry Winogrand i Diane Arbus. El 1973, el seu treball va ser homenatjat al festival Rencontres d'Arles a França amb la projecció Soirée américaine: Judy Dater, Jack Welpott, Jerry Uelsmann, Lee Friedlander presentada per Jean-Claude Lemagny. El 1990, la Fundació MacArthur va concedir a Friedlander una beca MacArthur. El 2005, el Museu d'Art Modern va presentar una retrospectiva important de la carrera de Friedlander,incloent prop de 400 fotografies des dels anys 1950 fins a l'actualitat. L'exposició es va presentar de nou l'any 2008 al Museu d'Art Modern de San Francisco.
Tot i que patia artritis i estava reclós a casa, es va centrar a fotografiar el seu entorn. El seu llibre Stems reflecteix la seva vida durant la cirurgia de reemplaçament del genoll. Ha dit que les seves "extremitats" li recordaven les tiges de les plantes. Aquestes imatges mostren textures que no eren una característica de la seva obra anterior. En aquest sentit, les imatges són similars a les de Josef Sudek que també va fotografiar els confins de la seva llar i el seu estudi.
Friedlander va començar a fotografiar parcs dissenyats per Frederick Law Olmsted per a una comissió de sis anys del Centre canadenc d'Arquitectura de Mont-real a partir del 1988. Després de completar la comissió va continuar fotografiant els parcs Olmsted, durant vint anys en total. La seva sèrie inclou el Central Park de la ciutat de Nova York; Parc de perspectiva de Brooklyn; Morningside Park de Manhattan; World's End a Hingham, Massachusetts; Cherokee Park a Louisville, Kentucky; i el parc estatal de les Cascades del Niàgara. Amb motiu del 150è aniversari del disseny del Central Park, el Metropolitan Museum of Art va realitzar una exposició de fotografies de Friedlander d'aquest parc i es va publicar un llibre, Photographies: Frederick Law Olmsted Landscapes.
Ara treballa principalment amb càmeres de format mitjà com el Hasselblad Superwide.

## Vida personal
Friedlander ha estat descrit en diverses ocasions com a "notòriament tímid i mediàtic".
Es va casar amb la seva dona Maria el 1958, qui ha estat objecte de molts dels seus retrats.
La seva filla Anna està casada amb el fotògraf Thomas Roma.

## Publicacions
- E.J. Bellocq: Storyville Portraits. Photographs from the New Orleans Red-Light District, Circa 1912. New York: Museum of Modern Art, 1970. With a preface by Friedlander.
- Self Portrait.
  - New City, NY: Self-published / Haywire Press, 1970.
  - New York: Distributed Art Publishers; San Francisco: Fraenkel Gallery, 1998. ISBN 1-881616-96-7. Revised edition. By Friedlander and John Szarkowski.
  - New York: Museum of Modern Art, 2005. ISBN 0-87070-338-2. With a preface by Friedlander and an afterword by John Szarkowski, "The Friedlander Self". According to the colophon, "This third edition retains the new material of the 1998 edition except in its design, which returns to that of the original book."
- The American Monument. New York: Eakins Press Foundation, 1976. ISBN 0-87130-043-5.
- Lee Friedlander Photographs. New City, NY: Self-published / Haywire Press, 1978.
- Factory Valleys: Ohio & Pennsylvania. New York: Callaway Editions, 1982. ISBN 0-935112-04-9.
- Lee Friedlander Portraits. Boston: Little, Brown, 1985. ISBN 0-8212-1602-3.
- Like a One-Eyed Cat: Photographs by Lee Friedlander, 1956–1987. New York: Harry N. Abrams in association with the Seattle Art Museum, 1989. ISBN 0-8109-1274-0.
- CRAY at Chippewa Falls: Photographs by Lee Friedlander, Cray Research, Inc., 1987. Library of Congress Catalog Card Number 86-73134
- Nudes. New York: Pantheon, 1991. ISBN 0-679-40484-8.
- The Jazz People of New Orleans. New York: Pantheon, 1992. ISBN 0-679-41638-2.
- Maria. Washington: Smithsonian, 1992. ISBN 1-56098-207-1.
- Letters from the People.
  - New York: Distributed Art Publishers, 1993. ISBN 1-881616-05-3.
  - London: Jonathan Cape, 1993. ISBN 9780224032957.
- Bellocq: Photographs from Storyville, the Red-Light District of New Orleans. New York: Random House, 1996. ISBN 0-679-44975-2.
- The Desert Seen. New York: Distributed Art Publishers, 1996. ISBN 1-881616-75-4.
- Viewing Olmsted: Photographs by Robert Burley, Lee Friedlander, and Geoffrey James. Montréal: Canadian Centre for Architecture, 1996. ISBN 0-920785-58-1. By Phyllis Lambert.
- American Musicians: Photographs by Lee Friedlander. New York: Distributed Art Publishers, 1998. ISBN 1-56466-056-7. By Friedlander, Steve Lacy, and Ruth Brown.
- Lee Friedlander. San Francisco: Fraenkel Gallery, 2000. ISBN 1-881337-09-X.
- Lee Friedlander at Work. New York: Distributed Art Publishers, 2002. ISBN 1-891024-48-5.
- Stems. New York: Distributed Art Publishers, 2003. ISBN 1-891024-75-2.
- Lee Friedlander: Sticks and Stones: Architectural America. San Francisco: Fraenkel Gallery, 2004. ISBN 1-891024-97-3. By Friedlander and James Enyeart.
- Friedlander. New York: Museum of Modern Art, 2005. ISBN 0-87070-343-9. By Peter Galassi.
- Cherry Blossom Time in Japan: The Complete Works. San Francisco: Fraenkel Gallery, 2006. ISBN 1-881337-20-0.
- Lee Friedlander: New Mexico. Santa Fe, NM: Radius Books, 2008. ISBN 978-1-934435-11-3. By Friedlander, Andrew Smith, and Emily Ballew Neff.
- Photographs: Frederick Law Olmsted Landscapes. New York: Distributed Art Publishers, 2008. ISBN 978-1933045733.
- America by Car. San Francisco: Fraenkel Gallery, 2010. ISBN 978-1-935202-08-0.
- Portraits: The Human Clay: Volume 1. New Haven, CT: Yale University, 2015. ISBN 978-0-300-21520-5.
- Children: The Human Clay: Volume 2. New Haven, CT: Yale University, 2015. ISBN 978-0-300-21519-9.
- Street: The Human Clay: Volume 3. New Haven, CT: Yale University, 2016. ISBN 978-0-300-22177-0.
- Head. Oakland, CA: TBW Books, 2017. Subscription Series #5, Book #4. ISBN 978-1-942953-28-9. Edition of 1000 copies. Friedlander, Mike Mandel, Susan Meiselas and Bill Burke each had one book in a set of four.

## Premis
- 1960: Guggenheim Fellowship from the John Simon Guggenheim Memorial Foundation.
- 1962: Guggenheim Fellowship from the John Simon Guggenheim Memorial Foundation.
- 1977: Guggenheim Fellowship from the John Simon Guggenheim Memorial Foundation.
- 1986: Edward MacDowell Medal, MacDowell Colony, Peterborough, NH.[8][9]
- 1990: MacArthur Fellowship from the MacArthur Foundation.[10]
- 2003: Special 150th Anniversary Medal and Honorary Fellowship (HonFRPS) from the Royal Photographic Society.
- 2005: Hasselblad Foundation International Award in Photography from the Hasselblad Foundation.[11]
- 2006: Infinity Award for Lifetime Achievement from the International Center of Photography, New York.[12]
- 2018: Lifetime Achievement, Lucie Awards.[13]

## Exhibicions

### Exhibicions en solitari
- 1963: George Eastman House, curated by Nathan Lyons. Friedlander's first solo exhibition.
- 1986: Cherry Blossom Time in Japan, Laurence Miller Gallery, New York City.
- 1988: Lee Friedlander: Cray at Chippewa Falls, Laurence Miller Gallery, New York City.
- 1989: Like a One-Eyed Cat: Photographs by Lee Friedlander 1956–1987, Laurence Miller Gallery, New York City.
- 1991: Lee Friedlander: A Selection of Nudes, Laurence Miller Gallery, New York City.
- 1991: Lee Friedlander: Work in Progress/Sonora Desert, Laurence Miller Gallery, New York City.
- 2005: Friedlander, Museum of Modern Art, New York City.
- 2008: Friedlander, San Francisco Museum of Modern Art, San Francisco.
- 2008: America by Car, Fraenkel Gallery, San Francisco.
- 2008: Lee Friedlander: A Ramble in Olmsted Parks, Metropolitan Museum of Art, New York City. Organised by Jeff L. Rosenheim.
- 2010: America by Car, Whitney Museum of American Art, New York City.
- 2017: Lee Friedlander in Louisiana, New Orleans Museum of Art, New Orleans, LA.
- 2018: Lee Friedlander: American Musicians, New Orleans Museum of Art, New Orleans, LA.

### Exhibicions en grup
- 1966: Toward a Social Landscape, George Eastman House, Rochester, NY. Photographs by Friedlander, Bruce Davidson, Danny Lyon, Duane Michals, and Garry Winogrand. Curated by Nathan Lyons.
- 1967: New Documents, Museum of Modern Art, New York. With Garry Winogrand and Diane Arbus, curated by John Szarkowski.